# 三陰交

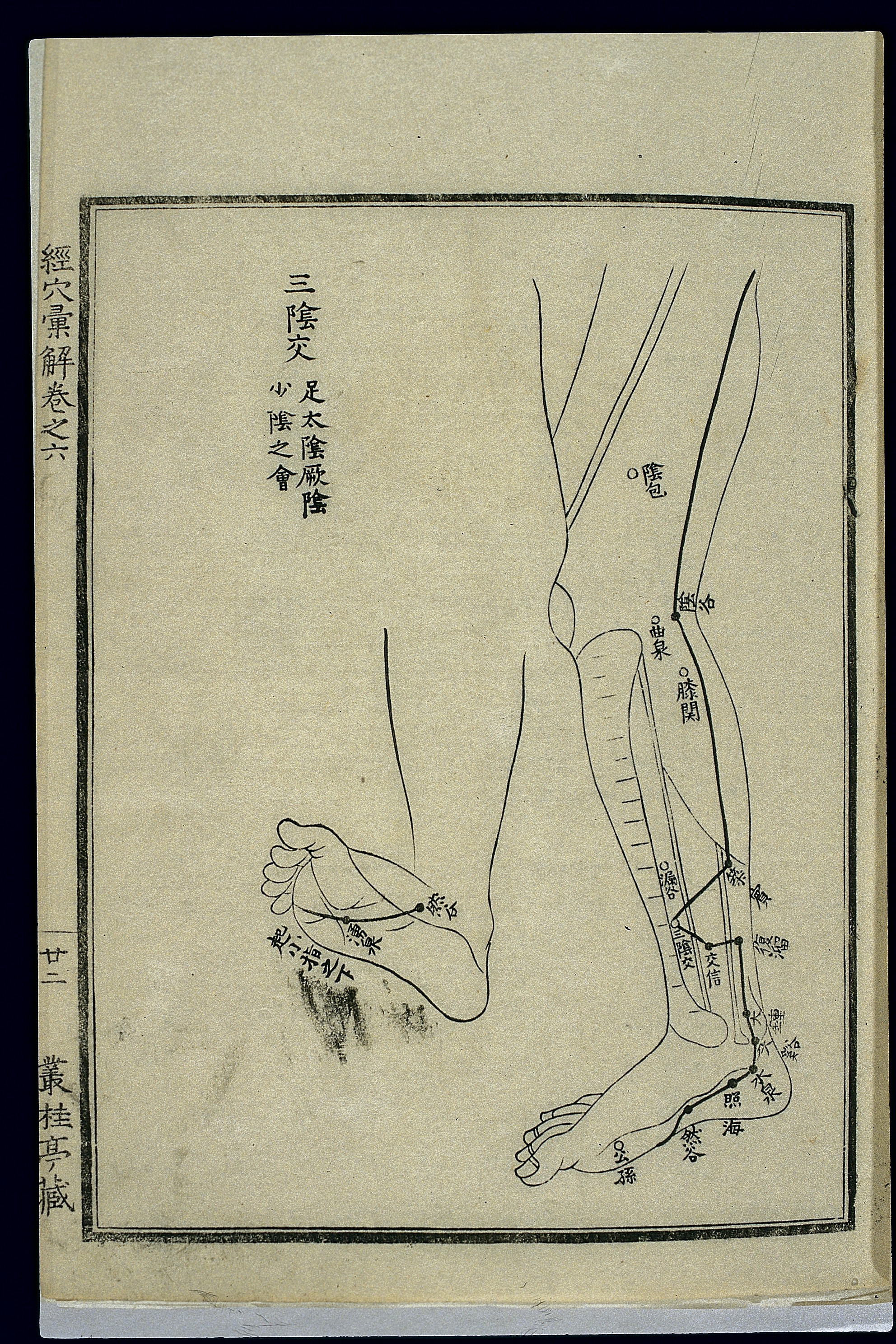
图中有三陰交穴

三陰交穴，十總穴之一。

## 位置特点
所謂“婦科三陰交”，顧名思義此穴對於婦症甚有療效，舉凡月經失調，白帶，經前症候群，更年期症候群等，皆可治療；又此穴為足太陰脾經、足少陰腎經、足厥陰肝經交會之處，因此應用廣泛，除可健脾益血外，也可調肝補腎。亦有安神之效，可幫助睡眠。

## 取穴方法
內踝尖上直上3吋，約4指幅寬，按壓有一骨頭為脛骨，此穴位於脛骨後緣靠近骨邊凹陷處。

## 參看
- 腧穴列表